# Bengt Uddenberg
Bengt Amund Uddenberg, född 16 augusti 1914 i Varberg, Hallands län, död 24 december 2000 i Stockholm, var en svensk direktör och författare.

## Biografi
Uddenberg var son till politikern och läkaren Erik Uddenberg och Anna Björck. Han avlade studentexamen i Lund 1934, studerade vid École des hautes études commerc i Paris 1938–1939 och vid Handelshögskolan i Göteborg där han 1939 tog ekonomisk examen (DHG). Sedan läste han juridik i Stockholm och blev juris kandidat där 1945.
Bengt Uddenberg var anställd vid Arméförvaltningen 1942–1945, ABA/SAS i Madrid 1946, European SAS i Köpenhamn och SAS i Stockholm 1949–1952. Bengt Uddenberg kom sedan till Motormännens riksförbund där han var sekreterare och direktör från 1952 och blev vice VD 1965.
Han hade också olika förtroendeuppdrag. Han var styrelseledamot i Svenska resebyråföreningen, Svenska AB Stjärnresor, rådsmedlem i STTF, ledamot av överstyrelsen för Fiskefrämjandet och ledamot av Stockholms stads trafikråd.
Uddenberg är gravsatt i minneslunden på Bromma kyrkogård.

## Familj
Bengt Uddenberg var gift två gånger med Märta Wendt (1919–1999), dotter till tandläkaren David Larsson och Ebba Wendt, samt fick med henne barnen tandläkaren Eliza 1943, landskapsarkitekten Eva 1944, Isabel 1949 och David 1954. De var först gifta från 1942 till 1969 och sedan från 1976 till hustruns död 1999. Däremellan var han under åren 1969 till 1975 gift med journalisten Agneta Uddenberg (1941–2011) och fick 1972 med henne dottern kirurgen Marie Uddenberg.